# آپارتمان اسپانیایی
آپارتمان اسپانیایی (انگلیسی: L'Auberge Espagnole) فیلمی در ژانر کمدی رمانتیک به کارگردانیِ سدریک کلاپیش است که در سال ۲۰۰۲ منتشر شد. از بازیگران آن می‌توان به ژودیت گدرش، سسیل دو فرانس، کلی رایلی و اودره توتو اشاره کرد.

## خلاصه
«گزاویه» (دوری)، دانشجوی فرانسوی رشته ی اقتصاد، به شرط یاد گرفتن زبان اسپانیایی، به کار و موقعیت خوبی دست خواهد یافت، «گزاویه» که مصمم است این فرصت را از دست ندهد، با وجود شک و تردیدهای نامزدش «مارتین» (توتو)، در کلاس زبانی در بارسلون ثبت نام می کند. او در این شهر بیگانه به «آن - سوفی» (گودرش) - یک دختر فرانسوی دیگر- علاقه پیدا می کند...